# Живородящая лужанка
Живородящая лужанка, или живородка обыкновенная (лат. Viviparus viviparus) — вид пресноводных брюхоногих моллюсков семейства живородок.

## Описание
Раковина длиной до 4 см имеет от 5,5 до 6 оборотов. Обороты закруглены и разделены друг от друга отчётливым швом. Вершина раковины тупая, а пупок узкий.

## Распространение
Вид обитает в Западной, Центральной и Восточной Европе. В Скандинавии он был найден на юге Норвегии и Швеции. Живородящая лужанка живёт в умеренно текущих реках и озёрах с прозрачной водой.

## Питание
Питается преимущественно детритом (85 %), а также высшими растениями (10 %) и зелёными водорослями (5 %). С помощью нитей слизи, которые образуются у основания жабр, может фильтровать частицы питания и планктон из воды. Затем нити слизи поедаются вместе с детритом.

## Похожие виды
От внешне похожего вида Viviparus contectus отличается вершиной раковины: у живородящей лужанки она тупая, в то время как у V. contectus она заострена. Кроме того, пуп у V. viviparus значительно у́же, почти закрыт.